# Хруслянкі-Юзефовські
Хруслянкі-Юзефовські (пол. Chruślanki Józefowskie) — село в Польщі, у гміні Юзефув-над-Віслою Опольського повіту Люблінського воєводства.
Населення — 368 осіб (2011).

## Демографія
Демографічна структура станом на 31 березня 2011 року:
|          | Загалом | Допрацездатний вік | Працездатний вік | Постпрацездатний вік |
| -------- | ------- | ------------------ | ---------------- | -------------------- |
| Чоловіки | 184     | 37                 | 123              | 24                   |
| Жінки    | 184     | 33                 | 91               | 60                   |
| Разом    | 368     | 70                 | 214              | 84                   |